# うみとそらのおうち
うみとそらのおうちは、正式名称「横浜こどもホスピス うみとそらのおうち」、日本で2か所目のこどものための民間ホスピスで、認定NPO法人横浜こどもホスピスプロジェクトが運営する。
東日本では最初のこどもホスピスになる。

## 概要
開設は2021年11月21日に開所。いのちに関わる病気で治療中心の生活を送る子どもと家族を支える地域コミュニティ型の通所施設。平潟湾に面した2階建ての一軒家のようなホスピス。施設は大洋建設が施工した。
看護師や保育士が常駐し、ホスピタルプレイスペシャリスト、小児がんなどで子どもを亡くした遺族を中心にしたスタッフや地元のボランティアなどが参加し、利用者と家族をサポートしている。運営は、企業や個人からの寄附や助成金によっている。

### 施設概要
- 1階
  - 交流エリア
  - オープンキッチン
- 2階
  - くつろぎエリア（家族単位で利用できる部屋が3室、浴室付）
- 駐車場

## うみとそらのおうちのコンセプト
以下の3点が基本コンセプトとして掲げられている。
- 子どもと家族が、生き生きと過ごせる場所
- 家族一緒に、子どもたちの「やりたい」「やってみたい」を叶える場所
- 家族一緒に、楽しい思い出がつくれる場所

## 利用対象者・利用
生命にかかわる病気や状況（Life-threatening conditions : LTC）によって治療や療養中心の生活を送るお子さんとご家族。たとえば、白血病、悪性リンパ腫、脳腫瘍などの小児がん、先天性心疾患、進行性の病態、不可逆性の重度の障害など。
利用はデイユースと家族と一緒のショートスティ。医師の常駐はない。
利用に際しては、登録料1000円、利用に際しては、1回1家族あたり1000円。事前のエントリーシートの提出が必要。

## 所在地
〒236-0037 神奈川県横浜市金沢区六浦東1丁目49-5

## アクセス
京浜急行線の「金沢八景駅」下車。京急バス内川橋行きで、「関東学院東」で下車、徒歩約1分。
「金沢八景駅」から徒歩約14分。横浜から約20分。

## 近在の施設
- 関東学院大学横浜・金沢八景キャンパス
- 野島公園
- 八景島シーパラダイス
- 金沢動物園